# Каньєте-де-лас-Торрес
Каньєте-де-лас-Торрес (ісп. Cañete de las Torres) — муніципалітет в Іспанії, у складі автономної спільноти Андалусія, у провінції Кордова. Населення — 3133 особи (2010).
Муніципалітет розташований на відстані близько 290 км на південь від Мадрида, 40 км на схід від Кордови.

## Демографія
Динаміка населення (INE ):

## Галерея зображень

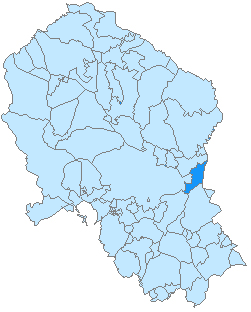
Розташування муніципалітету у провінції Кордова